# Constanze Geiert

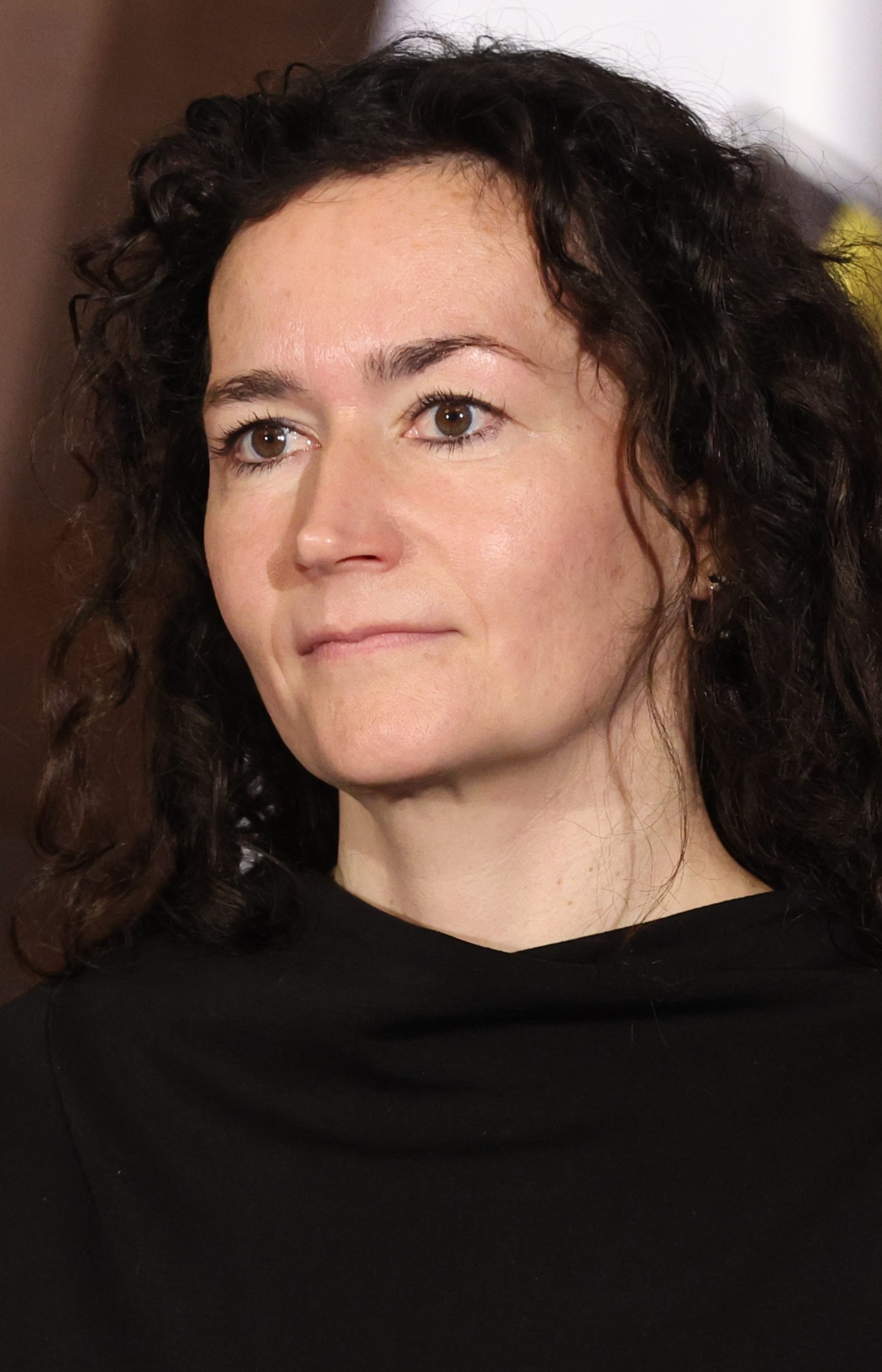
Constanze Geiert (2024)

Constanze Geiert (* 24. Juni 1976 in Dresden) ist eine deutsche Juristin und Politikerin (CDU). Seit 2024 ist sie Sächsische Staatsministerin der Justiz. Zuvor war sie von 2020 bis 2024 stellvertretende Richterin am Verfassungsgerichtshof des Freistaates Sachsen. 

## Ausbildung
Constanze Geiert studierte von 1995 bis 2000 an der Technischen Universität Dresden Rechtswissenschaft mit dem Schwerpunkt Öffentliches Recht und schloss ihr Studium mit der Ersten Juristischen Staatsprüfung ab. In den folgenden beiden Jahren war sie Rechtsreferendarin in Sachsen und Hessen. Von 2003 bis 2004 absolvierte sie einen LL.M.-Aufbaustudiengang 'Europäische Integration' an der Technischen Universität Dresden und schloss ihn mit dem Master of Laws ab.

## Beruflicher Werdegang
Zwischen 2000 und 2001 arbeitete sie im Rechtsanwaltsbüro Kopp-Metzler & Krause in Dresden, Schwerpunkt Bau- und Architektenrecht. Zwischen 2000 und 2003 war sie zudem wissenschaftliche Hilfskraft an der TU Dresden am Lehrstuhl für öffentliches Recht bei Dieter Wyduckel. Außerdem war sie 2003 an der Hochschule für Verwaltungswissenschaften in Speyer am Lehrstuhl von Jan Ziekow.
2003 trat sie in die Kanzlei Brüggen Rechtsanwälte des ehemaligen sächsischen CDU-Staatsministers Georg Brüggen ein, in der sie bis 2019 als Mitarbeiterin und Anwältin tätig war. Hier lagen die Schwerpunkte im europäischen Beihilfenrecht und Besonderen Verwaltungsrecht, wobei das Kindertagesstättenrecht, das Kommunalrecht und das Abgabenrecht, insbesondere das Bau- und Fördermittelrecht, im Zentrum standen.
Parallel dazu war sie von 2012 bis 2019 Geschäftsführerin des Dresdner Sachbuchverlags Medien & Recht GmbH, von 2016 bis 2019 Lehrbeauftragte an der HSF Meißen und von 2012 bis 2020 Rechtsanwältin bei der Brüggen Rechtsanwaltsgesellschaft mbH.
Im Oktober 2019 wurde Constanze Geiert zur Professorin an der HSF Meißen bestellt. Dort bekleidet sie eine Professur für Besonderes Verwaltungsrecht und lehrt Kommunalrecht, Bauordnungs- und Bauplanungsrecht, Vergaberecht sowie Allgemeines und Besonderes Verwaltungsrecht.
Nach ihrer Ernennung zur Beamtin des Freistaates Sachsen gab die Juristin im August 2020 ihre Rechtsanwaltszulassung zurück und arbeitet seither neben ihrer Tätigkeit an der Fachhochschule der Verwaltung in Meißen als Kooperationspartnerin der Brüggen Rechtsanwaltsgesellschaft.

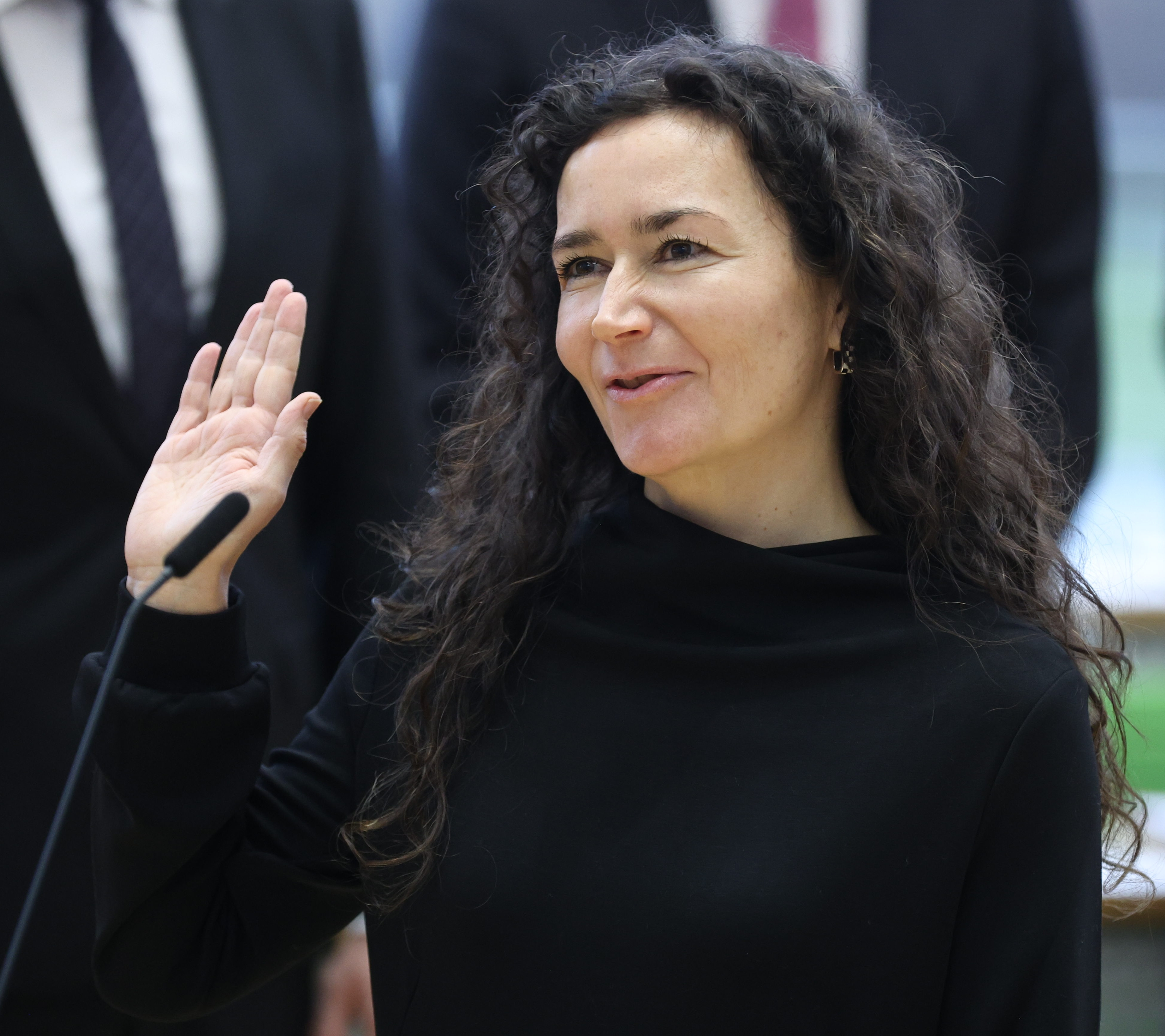
Geiert bei ihrer Vereidigung als Ministerin im Sächsischen Landtag (2024)

Im Juni 2020 wählte sie der Sächsische Landtag zum stellvertretenden Mitglied des Verfassungsgerichtshofs des Freistaates Sachsen.
Am 19. Dezember 2024 wurde Geiert von Ministerpräsident Michael Kretschmer als Staatsministerin für Justiz in das sächsische Kabinett berufen.

## Ämter und Mitgliedschaften
- Vorstand Dresden International School gGmbH[2]
- Justiziarin der Babyhilfe Deutschland e.V.[2]

## Politisches Engagement
Die Juristin ist Vorstandsmitglied des Dresdner CDU-Ortsverbands Blasewitz/Striesen. Sie kandidierte – erfolglos – für die Stadtratswahl in Dresden im Mai 2019.

## Privates
Constanze Geiert ist katholisch, verheiratet und hat zwei Kinder.

## Publikationen (Auswahl)

### Veröffentlichungen als Mitautorin und Mitherausgeberin
- Georg Brüggen, Constanze Geiert: Investitionszulagengesetz 2010, Onlinekommentar, Dresdner Sachbuchverlag Medien & Recht, Dresden 2010, §§ 5 – 18 (einschließlich der Anhänge 1 und 2 zu § 9)
- Georg Brüggen, Constanze Geiert: Sächsische Bauordnung mit erläuternder Einführung und Synopse. SV Saxonia Verlag, 2016, §§ 57 – 90
- Georg Brüggen, Constanze Geiert: Sächsische Gemeindeordnung und Landkreisordnung mit ausführlicher Einführung und Materialien. SV Saxonia Verlag, 2018

### Zeitschriftenbeiträge
- Die Aufgaben des Bundeswahlleiters: Die Zuverlässigkeit rangiert vor der Schnelligkeit, in: Das Parlament, 52. Jg., Nr. 35–36, 2./9. September 2002, S. 3
- Kommentierung der aktuellen Rechtsprechung zum Kindertagesstättenrecht, in: Der Gemeinderat 7–8/2015, S. 38/39
- Kommentierung der aktuellen Rechtsprechung zum Kindertagesstättenrecht, in: Der Gemeinderat, Onlineveröffentlichung 08/2017, www.treffpunkt-kommune.de